# ماريجا أتاناسوا
ماريجا جورجيفا أتاناسوا (بالإنجليزية: Marija Georgieva Atanassowa)‏ (بالبلغارية: Мария Георгиева Атанасовal) (من مواليد 1926 - تُوفيت عام 2000) وهي سياسية بلغارية. كانت أول امرأة طيارة مدنية في بلغاريا.

## حياتها
كانت المحاولة الأولى لأتاناسوا في مجال الطيران عندما التحقت للتدريب في المدرسة الجوية العسكرية في قاعدة دولنا ميتروبوليا الجوية. تم رفض طلبها بسبب جنسها، ولكن بسبب إصرارها على التقدم ومحاولة إقناع المسئولين تم قبولها كما تم قبول النساء الأخريات. تخرجت أتاناسوا و 12 امرأة أخرى من المدرسة في عام 1950. وفي عام 1952 أصبحت مدربة طيران، ثم أكملت تدريبها كطيارة مقاتلة. من 1953 إلى 1974 كانت أتاناسوا طيارة تجارية. وبين عامي 1966 و 1971 ، كانت عضوة في الجمعية الوطنية الخامسة لبلغاريا.
في عام 1967 ، حصلت على لقب بطل العمل الاشتراكي (الاتحاد السوفييتي) كما حصلت على ميدالية جورج ديميتروف.